# Papuagrion degeneratum
Papuagrion degeneratum – gatunek ważki z rodziny łątkowatych (Coenagrionidae).